# Matopo typica
Matopo typica là một loài bướm đêm trong họ Noctuidae.